# Средновековна българска армия
Средновековната българска армия е основното бойно тяло на Първото и Второто българско царство. По време на първите десетилетия след основаването на страната, армията се състои от прабългарска конница и славянска пехота. Ядрото на българската армия е тежката кавалерия, която се състои от 12 000 – 30 000 тежко въоръжени ездачи. Останалата част от конницата, най-вероятно се съставлява от характерните за повечето номадски и полуномадски народи от Средна Азия (тюрки, монголци) конни стрелци.
На върха на своята слава през IX и X век българската армия е една от водещите военни сили в Европа и доказатество за това са няколкото документирани случаи, в които византийски пълководци, предвождащи големи и добре подготвени армии, преустановяват настъплението, защото не желаят да се конфронтират с българската армия на нейна територия.
Армията е неизменно свързана със съществуването на българската държава. Нейния успех под управлението на Цар Симеон I маркира създаването на огромна империя и впоследствие нейната загуба след продължителна война на изтощение в началото на XI век, която слага края на българската независимост. Когато българската държава е възстановена отново през 1185 г. е постигната серия от впечатляващи победи първо над Византия, а после и над западните рицари от основаната от тях Латинска империя.
Както държавата, така и армията на средновековна България се разпадат в края на XIII и началото на XIV век. Това се доказва от неспособността им да спрат османското нашествие нито на бойното, нито на дипломатическото поле. Това води до пълното завладяване на държавата през 1422 г.
След Освобождението на България през 1878 г. българската армия е възстановена.

## История

### VII – VIII век
Прабългарите са войнствен степен номадски народ и войната е част от техния ежедневен живот. Древните българи са изключителни ездачи: в културата им конят се смята за свещено животно и получава специални грижа.
Главнокомандващия се нарича канас у Биги (означаващо княз от Бога) и той свиква и предвожда войската с помощта на аристокрацията. Военните рангове от най-нисшия до най-висшия са багаин, багатур, боил, таркан. Постоянната армия се състои от личния отряд на кана от избрани войници, докато армията при кампании се състои практически от целия народ, който може да носи оръжие. На бойното поле армията е разделена на ляв и десен фланг.
Древните българи са изкусни в използването на военни хитрости. Използват оставянето в резерв на силна конница, която да атакува врага в подходящия момент. Също така понякога концентрират свободните си коне зад бойните формации, за да избегнат изненадващи атаки в гръб. Като всички степни народи, и българите използват засади и привидни отстъпления, по време на които изненадващо се обръщат назад и изстрелват облаци от стрели върху врага. Ако врагът прекрати атаката и се разпръсне неорганизирано, се обръщат обратно и яростно го атакуват в близък бой.
| „                                                                         | Когато накарат врага да побегне, те [...] не са доволни като персите, ромеите и други народи с преследването им на разумна дистанция и плячкосването на техните стоки, а не оставят преследването докато не постигнат пълно унищожение на враговете си. | “ |
| Върху тактиките използвани от българите, Strategikon of Maurice, Ch. 13.2 | |   |

Българската армия е добре въоръжена според аварския модел: ездачът има сабя или меч, дълго копие и лък с торба за стрелите на гърба. На седлото си носи кръгъл щит, боздуган и ласо, наречено аркан. На своите декорирани колани войниците носят повечето от нужните им обекти като кремък и огниво, нож, чаша и игленик. Тежката кавалерия е снабдена с метални броня и шлем. Конете също са с броня. Бронята е два типа – плетена ризница или кована броня. Командирите носят колани със златни или сребърни катарами, които отговарят на ранга им и титлата.
Армията има желязна дисциплина с офицери (стотници), които проверяват задължително дали всичко е наред преди битка. За кон, който не е хранен добре или не са се полагали добри грижи за него наказанието е смърт. Войниците са под заплахата от смъртна присъда ако изгубят тетивата си или не поддържат меча си. Смъртно наказание грози и всеки, който язди боен кон в мирно време.
През 680 г. византийците под командването на Константин IV са разбити в битката при Онгъла и са принудени да сключат унизителен мирен договор, в който те де юре признават създаването на българска държава на тяхна бивша територия и се задължават да плащат годишен трибут. През 718 г. българската намеса е решаващ фактор за отблъскването на арабите при втората арабска обсада на Константинопол. Според съвременници арабите построяват защитни ровове, за да се защитят от нападенията на българската конница в тила им. Въпреки това в решаващата битка през лятото на същата година българите избиват между 20 000 и 32 000 араби.
Освен в битките с арабите на юг, българите се бият с аварите на северозапад и хазарите на североизток. След кървави битки между реките Днестър и Днепър хазарската опасност е елиминирана, но основателя на българската държава кан Аспарух е убит в една от тези битки ок. 700 година. През 705 г. кан Тервел, оказва помощ на детронирания император Юстиниан II в замисления контрапреврат. Той подпомага начинанието с 12 000 армия, към която се присъединяват 3000 ромеи съзаклятници. През 717 г. по време на войната с арабите Тервел мобилизира (според различни източници) между 10 000 и 15 000 конници.

### Династията на Крум
В началото на IX век българската държава започва да се разширява. След победата над ромеите при Маркели през 792 г., страната преодолява 50-годишна държавническа криза и навлиза в новия век по-силна и сплотена. По време на първите години от управлението си княз Крум, заедно с ударите на Франкското кралство от запад, окончателно унищожава аварския хаганат и удвоява земите на България, поемайки управление над плодородното Панонско поле и солниците и златните мини на Трансилвания. Крум постига големи победи над Ромейската империя, унищожавайки ромейската войска в битката при Върбишкия проход (811) и Версиникия (813) докато пленява важния град Сердика (днешна София) през 809 г.
| „      | Симеон пристига, водещ огромна войска, която е разделена на много отряди, някои въоръжени със златни щитове и копия, други със сребърни щитове и копия, трети с оръжия от всеки цвят и всичките в желязо. | “ |
| Теофан | |   |

Ромейският историк псевдо Симеон твърди, че Крум изпраща силна 30 000-на кавалерия, „цялата обкована в желязо“, която опустошава Тракия. Според надписи намерени в района на Плиска, Преслав, Мадара и Шабла в днешна североизточна България, по времето на хан Крум са налични 1713 тежко въоръжени конници. Предполагайки, че оцелелите насписи са около 1/10 от общия брой, това прави около 17 000 души само във вътрешността на България. След сравнение с данните на псевдо Симеон, може да се предположи, че тежковъоръжената конница от българската войска наброява между 17 000 и 30 000 души, в зависимост от нивото на въоръжение. В края на IX век и в началото на X век цар Симеон I Велики успява да въоръжи в битка повече от 60 000 души.
По времето на Крум обичайно главнокомандващ войската е владетелят. Втори по ранг е кавханът, който води войската в отсъствието на княза. Третият по важност в йерархията е ичиргу боилът, който ръководи гарнизона на столицата. На бойното поле вокската е разделена на 3 части: среда, десно и ляво крило. Средата се командва от владетеля, левото крило от кавхана, а десното крило от ичиргу боила. Другите висши военни чинове включват таркан, който е равен на византийския чин стратег според Стивън Рънсиман, а най-висшият офицер се нарича „багаин“. Всички висши военни чинове са част от българските благородници, наречена боляри или боили.

### Упадък при Петър I
По време на дългите години война с Византия при управлението на цар Симеон Велики (893 – 927 г.) страната се изтощава. Постоянните войни причиняват загуба в доверието към Симеон като владетел и затова ок. 20 000 души от българските земи потърсват убежище във Византия (поради „войнствените атаки и непреклонни стремежи“ на Симеон). Неговия наследник Петър I сключва изгоден мир с византийците, но ситуацията вътре в страната не се променя много. Има редица причини за упадъка, освен войната – някои историци смятат Петър I за слаб владетел, неспособен да се справи със своето собствено семейство (двама от братята му въстават срещу него) и посочват това като основна причина. По-късно, в средата на IX век, навсякъде в страната се разпространява една нова ерес – богомилството. Богомилите проповядват, че хората не трябва да служат на светските власти, да плащат такси и да служат в армията. В резултат на тези вътрешни противоречия българите стават неспособни да спрат унгарците, които ограбват и плячкосат страната, още повече допринасяйки за тежката ситуация.
Когато византийците плащат на руския княз Светослав I да нападне България през 968 г., Петър I успява да изпрати само 30 000 войници срещу 60 000-на добре подготвена за плячкосване и грабежи войска. По време на руското нашествие между 968 и 971 г. българите де факто изгубват контрол над североизточната част от страната, включително и столицата Преслав, а през 970 г. Светослав избива 300 български аристократи, елита на българската нация и армия в Силистра.

### Династията на Комитопулите
Падането на североизточните части от Първата българска държава под византийска власт и погубването на военния елит имат жестоки последствия за българската армия, особено откакто по-голямата част от тежката конница, която е основно средство за ранните успехи срещу византийците, е набирана именно от този район. Източници от епохата продължават да споменават съществуването на българската конница, но тя вече е много по-малка на брой и в по-голямата си част е лека кавалерия.
| „                                                                           | Дори ако слънцето би залязло, никога не бих си помислил, че мизийските [Българските] стрели са по-силни от тези на Avzonian [Ромейските, Византийски] копия... | “ |
| византийският писател John Kyriotes Geometres за Битката при Траянови врата | |   |

Съответно нараства значението на пехотата и военните тактики се променят, за да се приспособят към новите условия: засадата, макар да е използвана и в миналото, сега става крайъгълен камък на българските тактики – повечето от българските победи в този период са резултат от засади и внимателното използване на терена. По време на този период българите придобиват репутацията на умели пеши стрелци.
Въпреки тези трудности следващият цар – Самуил се съпротивлява на византийската армия, която достига зенита си за близо цял век при Василий II. През 976 г. българите, водени от братята комитопули, завладяват отново североизточните части на царството. Първите византийски опити за контраатака са отблъснати след унищожаването на 60-хилядна армия в битката при Траянови врата през 986 г., където самия Василий II едва се спасява с бягство. В следващото десетилетие българите достигат до Тесалия, унищожават княжеството Дукля, напредват дълбоко на юг до Коринт на Пелопонеския полуостров и започват кампания в Далмация и Босна.
Въпреки това голямата загуба в Битката при река Сперхей през 996 г. сигнализира, че развръзката на войната започва да се променя в полза на Византия. От 1001 г. нататък Василий II започва дългогодишни военни кампании в българската територия като методично завладява или опожарява важни градове като Преслав, Плиска и Видин, а и нанася няколко поражения на армията на Самуил. В допълнение, през 1003 г. Самуил е въвлечен във война с Кралство Унгария. След години на военни походи през 1014 г. в решителната Беласишка битка българската армия е разбита и са пленени 14 000 войници, които са ослепени и изпратени на Самуил, който според византийските хронисти умира от удар при вида на армията си на 6 октомври.
В Беласишката битка българската армия наброява около 20 хил. войници. Според някои източници общия брой на армията, включително и отрядите на местното опълчение достига до 45 хиляди. Византийският историк Георгий Монах Континий пише, че българската армия се състои от 360 хил. души, изключително преувеличен брой, докато реалният брой е близо 10 пъти по-малък.

### Асенева династия
През 1185 г. българската държава е възстановена в резултат на успешното въстание на Асен и Петър, които поставят началото на новата династия на Асеневци. Дългият период на византийско управление оставя белега си върху българската армия – титлите по време на Втората българска държава са главно заети под силното културно, военно и икономическо влияние от Византия, както и от засиленото влияние на славянския елемент в българската народност. В отсъствието на царя главнокомандващият се титулува велик войвода; командирите на по-малките отряди се наричат войводи, а страторите са хората, отговорни за защитата на дадени райони и набирането на войската.
В края на XII век армията на Българското царство наброява поне 40 000 мъже.
В първото десетилетие на XIII век в страната вероятно могат да се мобилизират поне 100 000 души. Доказателство за това е предложението на Калоян да даде 100 000 войници на предводителя на четвъртия кръстоносен поход Балдуин I, за да завладее Константинопол. През този период българската армия използва голямя па брой лека куманска конница, която наброява между 10 000 и 30 000 ездача, в зависимост от кампанията. Тя се набира измежду куманите, които се заселват във Влахия и Молдова и са васали на българските царе. Армията е добре снабдена с оборудване за обсада, включително тарани, обсадни кули и катапулти.
| „                                                                    | Тази битка трае дълго време... Там на полето остава император Балдуин, който никога никога не би полетял и граф Лоис; Император Балдуин е отведен жив, а граф Лоис е убит; Уви! Колко ужасна бе нашата загуба! | “ |
| Хронистът на рицарите Жофроа дьо Вилардуен за битката при Адрианопол | |   |

Около 50 години след възстановяването на българската държава, българите са управлявани от умели владетели като Петър IV, Иван Асен I, Калоян и Иван Асен II, които постигат огромни военни успехи. След редица успешни битки между 1185 и 1204 Византийската империя е успешно отблъсната от земите, които владее в северната част на Балканите, като дори са пленени императорската корона и кръст.
Армията на рицарите, която разграбва Константинопол и създава Латинската империя, е разгромена първо в битката при Адрианопол, когато самия император Балдуин I е пленен, а повторно е разбита в битката при Русион през 1206 г. Унгарците са победени в няколко битки по река Морава през 1202 г.
След няколко неуспеха при управлението на Борил (1207 – 1218), Иван Асен II решително побеждава Деспотство Епир в битката при Клокотница, в която по-малката българска армия надхитря врага си.
През 1241 г. царят побеждава татарската армия, сражаваща се под управлението на Хан Бату и Субутай, която нахлува на Балканите и ги подлага на системни грабежи.

### Династиите на Тертеровци и Шишмановци
Страната и армията западат след смъртта на Иван Асен II. Неговият наследник не успява да се справи нито с външните, нито с вътрешните проблеми на царството. Татарските, византийските и унгарските нашествия са комбинирани със сепаратизъм сред аристокрацията и последвани от няколко граждански войни.
През 1277 г. селянин на име Ивайло се вдига да бунт против цар Константин Тих. В последвалата битка царят е победен и убит, а Ивайло е провъзгласен за цар в Търново. Макар че успява да победи и татарите и ромеите, заговор сред аристокрацията го принуждава да търси убежище при татарската Златна орда, където е убит през 1280 г. Армията по това време наброява по-малко от 10 000 души – документирано е, че Ивайло побеждава две византийски армии от 5000 и 10 000 души, и че неговите войски се превъзхождат по брой и в двата случая.
След края на въстанието на Ивайло, татарите периодично нахлуват и плячкосват страната необезпокоявано близо 20 години. С управлението на Теодор Светослав (1300 – 1321) ситуацията в армията се подобрява – през 1304 г. той побеждава византийците в битката при Скафида. Под управлението на неговия приемник гарнизона на Пловдив наброява 2000 тежковъоръжени пехотинци и 1000 конници.
През 1330 г. Михаил III Шишман изправя 15 000-на армия срещу Стефан Дечански, но е победен в битката при Велбъжд. Две години по-късно българската армия наброява едва 11 000 души.
Когато османските турци нападат България в средата на XIV век, някога могъщата българска армия е само сянка на предишния си образ. феодалното разделение и широко разпространяващите се еретични учения като богомилството, адамитството или варлаамитството пречат на страната да събере значителна, обединена сила. Българите разчитат на укрепените си замъци за защита, но поради липса на общо единно управление, координацията между тях е слаба и те биват превзети един след друг.
Първоначално османската инвазия не се приема за сериозна заплаха нито от българите, нито от византийците. Само за едно десетилетие обаче, между 1354 и 1364, османците превземат на практика цяла Тракия, овладявайки редица големи градове като Пловдив, Стара Загора, Дианаполис (Ямбол) и Адрианопол и побеждавайки няколко малки български отряда. Вековното недоверие и старите спорове между българите и византийците провалят преговорите между двете държави за съюз и общи действия и дори довеждат до една последна византийско-българска война през 1364 г. През 1371 г. голяма българо-сръбско-албанска армия под управлението на Вълкашин и Углеша, двама феодални владетели в Македония, е унищожена от османците под ръководството на Лала Шахин в битката при Черномен и скоро след това българският цар е принуден да се признае за васал на турците. Редица български крепости в Родопите, Софийското поле и днешна източна България падат една по една през следващите 20 години. През 1393 г.столицата Търново е обсадена и превзета от османските турци, а три години по-късно пада и Видин – последния главен български град. Съпротивата срещу нашествениците продължава до 1422, когато страната е напълно завладяна от османците с изключение на някои крайни български земи останали под властта на локални властели или Кралство Унгария.

## Машини за обсада
Ранната българска армия не е снабдена с добро оборудване за обсада – българите, които са основата на армията, са полуномади, за които не е нужно да превземат големи градове. Българите използват обсадни машини с голям размах за първи път по време на управлението на хан Крум (803 – 814), когато наемат араби, за да им предадат опита си. До 814 вече притежават голям брой огромни обсадни машини – тарани, балисти, мангонели, катапулти, обсадни кули, машини за разбиване на зъбери по стените. Те са транспортирани от 5000 обковани с желязо коли, теглени от 10 000 вола. В допълнение при обсадата на Месемврия са пленени 36 медни сифона, които византийците използват за изстрелване на прочутия гръцки огън.
Широк спектър от обсадни машини е използван и по време на Втората българска държава. По време на обсадата на Адрианопол през 1207 г. Калоян има 33 катапулта и инженерен корпус, чиято задача е да унищожи градските стени. В началото на XIII век при обсадата на Варна, българите построяват толкова огромна обсадна кула, че тя е по-широка от рова около крепостта.

## Чужди и наемни войници
След като българите завладяват Аварския каганат през 804 – 805 г., аварски войници започват да служат като наемници в армията, особено по време на кампаниите срещу Никифор I през 811 г., когато византийците изгарят столицата Плиска. През IX и XX век българите често прибагвят и до услугите на печенегите, които най-вероятно са български федерати. Когато византийците вдигат Киевска Рус срещу царството, българската дипломация използва печенегите срещу тях.
По време на Втората българска държава, чуждите и наемни войници стават важна част от българската армия и нейната тактика. Още от самото начало на въстанието на Асен и Петър, леката и мобилна куманска конница е ефективно използвана срещу византийците и по-късно срещу рицарите. Например 14 000 от тях са използвани от Калоян в битката при Адрианопол. Куманските лидери получават рангове от българската аристокрация, а някои – дори висши военни или административни постове в държавата. През XIV век българската армия започва все повече да разчита на наемни войници, които включват западни рицари, татари, осетинци или такива идващи от васална Влахия. И Михаил III Шишман и Иван Александър имат силна 3000-на татарска конница в своите армии. През 50-те години на XIV век цар Иван Александър дори наема османски банди – нещо, което правят и византийските императори.